# Sint-Lambertuskerk (Opglabbeek)

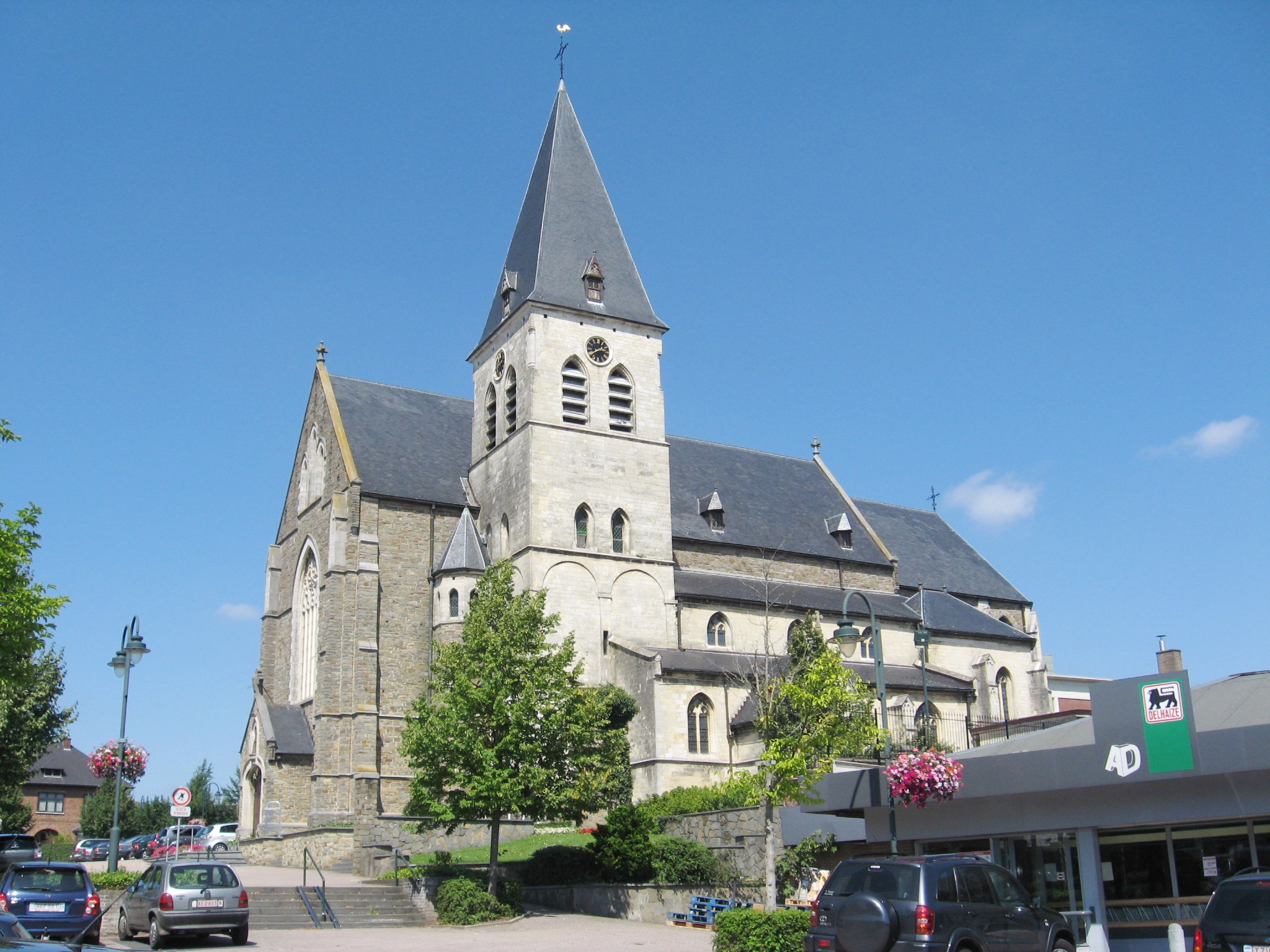
Sint-Lambertuskerk

De Sint-Lambertuskerk is de parochiekerk van Opglabbeek, gelegen aan Kapelstraat 8.

## Geschiedenis
De parochie is al oud. Het patronaatsrecht werd in 1219 door Lodewijk II van Loon aan de Abdij van Averbode geschonken en het was tot 1824 dat een Norbertijn er pastoor werd. De parochie van Neerglabbeek was ondergeschikt aan die van Opglabbeek.
Het oudste deel van de huidige kerk is het mergelstenen gedeelte. Met name de vierkante, vier geledingen tellende westtoren behoort daartoe. Deze toren is gedekt door een tentdak. Het schip en het koor zijn 16e-eeuws en uitgevoerd in Maaslandse gotiek. In 1928 werd de kerk vergroot. Er werd een nieuw koor, een nieuwe middenbeuk en een nieuwe noordbeuk gebouwd in neogotische stijl. De oude noordbeuk werd afgebroken, het oude schip en de oude zuidbeuk vormen tezamen de nieuwe zijbeuk, en het oude koor is in gebruik als zijkapel. Doordat het nieuwe schip langer werd dan het oude, bevindt de westtoren zich tegenwoordig aan de zuidzijde van het schip. De 20e-eeuwse uitbreiding werd in breuksteen uitgevoerd.

## Meubilair
De kerk bezit een eikenhouten laatgotische Madonna uit de 16e eeuw, en twee witgeschilderde lindenhouten beelden van respectievelijk Sint-Ambrosius en Sint-Norbertus uit omstreeks 1750. Er is een klein, 12e-eeuws, kruisbeeld en een laatgotisch houten kruisbeeld uit de 16e eeuw dat oorspronkelijk gepolychromeerd was. De biechtstoel is in classicistische stijl en het marmeren doopvont van 1772.